# Pezé-le-Robert
 Pezé-le-Robert  es una población y comuna francesa, situada en la región de Países del Loira, departamento de Sarthe, en el distrito de Mamers y cantón de Sillé-le-Guillaume.

## Demografía
| 458 | 421 | 373 | 353 | 332 | 336 |
| Para los censos de 1962 a 1999 la población legal corresponde a la población sin duplicidades (Fuente: INSEE [Consultar]) |     |     |     |     |     |